# Kernforschungszentrum Sorek
Das Kernforschungszentrum Sorek (hebräisch הַמֶּרְכָּז לְמֶחְקָר גַּרְעִינִי שׂוֹרֵק HaMerkaz ləMechqar Garʿīnī Sōreq; englisch Soreq Nuclear Research Center (SNRC)) ist ein israelisches Forschungsinstitut, das sich in Javne unweit der westlichen Stadtgrenze zu Palmachim und südlich des Flusses Sorek befindet. 

## Geschichte
Im Jahr 1958 begannen die Baumaßnahmen am Kernforschungszentrum. Die Kernanlage Sorek bzw. Soreq wurde von dem US-Amerikaner und Architekt Philip Johnson entworfen. Sorek war früher auch bekannt als Nabi Rubin.

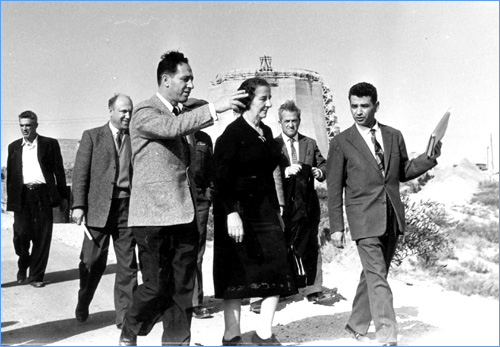
Besichtigung der Baumaßnahmen im Jahr 1958 durch Golda Meir

Gebäudestruktur des Soreq-Reaktors und Forschungszentrums im Jahr 1960

Ab den 1970er-Jahren erweiterte das Kernforschungszentrum seine Aktivitäten und widmete sich auch anderen interdisziplinären Forschungsgebieten aus der Physik, Medizin, Astronautik, Nuklearsicherheit, Atmosphärenforschung oder Nuklearmedizin.
Sorek ist eines der beiden Nuklearforschungszentren Israels. Ein weiterer Komplex ist das Kernforschungszentrum Negev (englisch Negev Nuclear Research Center (NRCN)), umgangssprachlich auch bekannt nach der acht Meilen nordöstlich gelegenen Stadt „Dimona“, bzw. heute das Shimon Peres Negev Nuclear Research Center.
Einer der Leiter von Sorek war der Kern- und Teilchenphysiker Juval Ne’eman. 

## Kernanlagen
Im Rahmen des US-amerikanischen Programms Atoms for Peace wurde ein Forschungsreaktor (Materialtestreaktor) für friedliche Zwecke geliefert. Der sogenannte Israel Research Reactor 1 (IRR-1), wurde von den USA 1960 in Betrieb genommen. Genaugenommen war der Hersteller die American Machine and Foundry (AMF), welche weltweit Forschungsreaktoren exportierte, auch nach Deutschland (FRM). 
Der IRR-1 ist ein 5-MW-Leichtwasserreaktor, der mit hochangereichertem Uran (HEU) betrieben wurde. Letzteres wurde im Jahr 2009 im Rahmen von Sicherheits- und anderen Abkommen teilweise an dessen Besitzer, die USA, zurückgegeben. 
Der Kernreaktor IRR-2 befindet sich am Negev NRC.
Neben dem Kernreaktor existiert ein 10-MeV-Protonen-Zyklotron und ein 40-MeV-Linearbeschleuniger, der 2013 in Betrieb genommen werden sollte.

## Organisation
Sorek ist der Israelischen Atomenergiekommission (IAEC) angeschlossen.

### Überwachungsvereinbarungen (IAEA Safeguards) und nukleare Sicherheit
Die Anlagen von Sorek werden von der Internationalen Atomenergiebehörde (IAEO) punktuell überwacht, jedoch wird der Dimona-Komplex nicht überwacht.

## Entwicklungen (Chronologie)

### Radiologischer Unfall im Jahr 1990
Am 21. Juni 1990 kam es zu einem Zwischenfall, bei dem ein Mitarbeiter verstrahlt wurde. Der Mann starb fünf Wochen später trotz intensiver medizinischer Behandlung an seinen Strahlenverletzungen.
Der Zwischenfall ereignete sich in einem kommerziell genutzten Teil der Anlage, der unabhängig vom Kernforschungszentrum Sorek durch ein privates Unternehmen betrieben wurde. In dieser Anlage wurden medizinische Produkte und Gewürze durch eine 60Co-Quelle sterilisiert. Die 60Co-Quelle war an einer Trägervorrichtung montiert, die automatisiert in ein 5,5 Meter tiefes Wasserbad gesenkt werden konnte, um Arbeiter vor der Strahlung zu schützen. Durch die Konstruktion der Sterilisationsanlage war es möglich, dass sich vorverpackte Produkte in der Trägervorrichtung der 60Co-Quelle verklemmen konnten, wodurch diese nicht mehr abgesenkt werden konnte. Die Empfehlung des Anlagenherstellers Atomic Energy of Canada Limited zur Anbringung einer Verkleidung um die Strahlenquelle wurde nicht befolgt. Am 21. Juni 1990 verklemmten sich zu bestrahlende Produkte in der Anlage und verhinderten ein Absenken der Strahlenquelle. Eine Warnvorrichtung außerhalb des Sterilisationsraumes funktionierte nicht und zeigte an, dass sich die Strahlenquelle im Wasserbad befände. Eine weitere Warnvorrichtung, die richtigerweise eine gefährliche Strahlenbelastung anzeigte, wurde durch den geschädigten Mitarbeiter umgangen. Der Mitarbeiter vollzog keine weiteren Schutzmaßnahmen, betrat den Raum und arbeitete rund eine Minute an der Beseitigung der Blockade ohne zu bemerken, dass die Strahlenquelle nicht abgesenkt war. Nachdem seine Augen zu brennen begannen und er ein klopfendes Gefühl im Kopf verspürte, verließ der Arbeiter wieder den Raum. Der Arbeiter war nach Schätzungen einer Dosis zwischen 10 und 20 Gray ausgesetzt und starb nach 36 Tagen.

### Abfluss von Informationen über Israels Nuklearprogramm
Im Juni 2025 wurde durch iranische und andere Medien bekannt, dass Informationen über Israels (militärisches) Nuklearprogramm gestohlen wurden. Die Internationale Atomenergiebehörde (IAEO) geht davon aus, dass sich die Informationen eventuell auf Sorek beziehen oder von der Anlage stammen. Die Aktion wird als Reaktion zu der Beschaffung von Informationen über das iranische Atomprogramm durch israelische Geheimdienste im Jahr 2018 gesehen. Dabei wurde unter anderem das „Atomic Archive“ bekannt, das laut Premierminister Benjamin Netanjahu eine „halbe Tonne“ Informationen zu dem möglichen Atomwaffenprogramm des Irans enthält. Wenige Tage später, ab dem 13. Juni 2025, begann der israelisch-iranische Krieg. Dabei griffen die israelischen Streitkräfte die iranische Militärführung, verschiedene Kernphysiker und kerntechnische Anlagen, beispielsweise den Kernreaktor bei Arak, an.